# Antiser

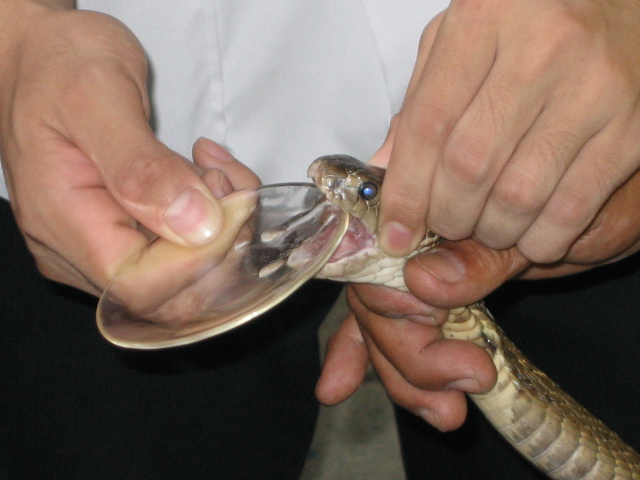
Prelevarea antiveninului de șarpe

Antiserul este un ser sanguin de origine umană sau non-umană ce conține anticorpi monoclonali sau policlonali, fiind administrat cu scopul de a oferi imunitate pasivă față de unele boli. Este adesea obținut prin plasmafereză. Antiserurile se pot administra și prin transfuzia pasivă a anticorpilor de la un pacient care a supraviețuit unei boli, tratament care pare a fi eficient în infecțiile cu virusul ebola.
Antiserurile sunt utilizate și ca metodă de diagnostic în virusologie, iar cel mai frecvent sunt utilizate ca antitoxine sau antiveninuri.

## Mecanism de acțiune
Anticorpii prezenți în antiser se leagă de agentul infecțios sau de antigen, iar apoi sistemul imunitar recunoaște agentul străin legat de anticorpi, declanșând un răspuns imun puternic. Utilizarea antiserurilor este eficientă în special în cazul patogenilor care pot invada organismul într-o stare inactivă dar care nu pot să atace sistemul imunitar care este puternic stimulat.